# Revival
Pour les articles homonymes, voir Revival.
Revival (titre original : Revival) est un roman d'horreur de Stephen King paru aux États-Unis le 11 novembre 2014 puis le 30 septembre 2015 en français.

## Résumé
En 1962, Jamie Morton, six ans, fait la connaissance de Charles Jacobs, jeune et nouveau pasteur méthodiste de la petite ville de Harlow, dans le Maine. Jacobs et son épouse deviennent très vite populaires auprès des habitants de Harlow. Passionné par l'électricité, le pasteur Jacobs guérit Conrad, le frère de Jamie, d'une déchirure des cordes vocales grâce à un traitement expérimental. Mais, lorsque la femme et le fils de Jacobs sont victimes d'un terrible accident de la route, le pasteur fait un sermon dans lequel il dénonce Dieu et la religion comme des impostures. Forcé de démissionner, il quitte la ville. Jamie, très marqué par sa rencontre avec le charismatique Jacobs, se découvre plus tard un talent pour la musique et devient guitariste rythmique.
En 1992, Jamie a développé une dépendance à l'héroïne qui lui vaut d'être renvoyé de son groupe actuel. Malade et sans le sou, il rencontre par hasard Jacobs, qui gagne désormais sa vie comme forain en réalisant d'étonnants « portraits à la foudre », à la foire de Tulsa. Jacobs recueille Jamie et le délivre de son addiction grâce à son traitement à base d'électricité, qu'il a perfectionné. Jamie, qui garde le sentiment qu'il s'est passé quelque chose lors de son traitement, est cependant victime d’étranges effets secondaires tels que des accès de somnambulisme et un cauchemar récurrent très réaliste. Jacobs et lui se séparent une nouvelle fois, mais non sans que l'ancien pasteur l'ait recommandé à Hugh Yates, propriétaire d'un studio d'enregistrement dans le Colorado, et que Jacobs a soigné de sa surdité grâce à un traitement semblable à celui de Jamie.
Jamie travaille dans ce studio et reconstruit sa vie jusqu'à un jour de 2008 où Yates et lui découvrent que Jacobs est désormais devenu un prédicateur évangéliste qui accomplit des guérisons miraculeuses à l'occasion de revivals traditionnels sous de grands chapiteaux, sous le nom de Pasteur Danny. Il fait passer ses guérisons pour une œuvre divine alors qu'elles sont dues à ses découvertes sur l’électricité, ainsi ses « patients » lui servent de cobayes sans le savoir. Enquêtant sur ces cas de guérisons, Jamie découvre que plusieurs d'entre eux souffrent d'effets secondaires de gravités diverses et qu'il y a eu au moins un cas de suicide. Il rend alors visite à Jacobs pour le persuader d'arrêter ses guérisons mais celui-ci l'assure qu'il en a fini avec cela et qu'il compte désormais se consacrer à son expérience ultime avec l'électricité secrète. Il demande à Jamie de l'assister mais ce dernier, méfiant, refuse.
Six ans plus tard, Jacobs réitère son offre, apprenant à Jamie qu'Astrid, son amour de jeunesse, souffre d'un cancer du poumon et qu'il la guérira mais seulement si Jamie accepte de l'aider. Jamie accède à sa demande et Jacobs guérit Astrid. Quelques mois plus tard, il fait appel à Jamie et lui révèle son objectif. Ayant étudié toute sa vie De Vermis Mysteriis, un livre interdit, il a désormais découvert tous les mystères de l'électricité secrète et compte se servir de sa puissance pour ressusciter une morte et apprendre ainsi de sa bouche ce qu'il y a derrière la porte de la mort. Assisté par Jamie, très réticent mais curieux, Jacobs mène à bien son expérience. Les deux hommes découvrent alors avec horreur que les morts sont tous réduits en esclavage dans une dimension cauchemardesque sur laquelle règnent des entités monstrueuses dont la plus puissante est surnommée « la Mère ». Jacobs est victime d'une crise cardiaque fatale, alors que Jamie arrive in extremis à rompre le contact. Peu après, de nombreuses personnes guéries par Jacobs, dont Astrid et Yates, se suicident, généralement après avoir tué des proches. Jamie comprend que c'est la vengeance de « la Mère » pour avoir osé regarder de l'autre côté. Il part pour Hawaï, où son frère Conrad est semi-catatonique après avoir lui aussi tenté de se suicider, et attend avec angoisse le jour où il devra à son tour rejoindre « la Mère » dans la dimension où vont les morts.

## Genèse
Stephen King affirme que l'idée initiale ayant inspiré l'écriture de Revival lui est venue après la lecture du Grand Dieu Pan lorsqu'il était au lycée. L’inspiration principale du roman est toutefois Frankenstein ou le Prométhée moderne de Mary Shelley.

## Accueil

### Ventes
Le roman est entré directement à la 1re place de la New York Times Best Seller list le 30 novembre 2014. Il est resté dix semaines dans ce classement, dont une passée à la première place. Il s'en est vendu environ 345 000 exemplaires aux États-Unis en 2014, ce qui le classe en 9e position des ventes de livres de fiction pour adultes de l'année.

### Accueil critique
Pour Cécile Mury, de Télérama, le roman est avant tout « une virée dans l'Amérique des petites gens […], dans l'innocence perdue de la jeunesse et des sixties » sur fond des « ravages de l'addiction, de la crédulité et du fanatisme » contée avec « une telle puissance d'évocation […] qu'on ne peut plus s'en passer ». Danielle Trussoni, du New York Times, estime que c'est l'œuvre d'un « maître conteur au sommet de son art » qui fait tomber le lecteur sous son charme de plus en plus profondément au fur et à mesure que l'histoire avance malgré un personnage de savant fou pas assez effrayant. Elizabeth Hand, du Washington Post, évoque un roman « splendide » qui culmine dans « une conclusion mêlant réalisme contemporain et horreur cosmique ». Pour Claude Ecken, de Bifrost, il s'agit d'un bon cru mais « un cran inférieur aux attentes qu'il suscite » car il « inquiète sans effrayer » malgré une conclusion « très noire » et « glaçante ».
Ben East, du Guardian, évoque un roman qui démarre très bien et a « beaucoup de choses intéressantes à dire » avant de se perdre en route et où l'élément fantastique « semble un peu ridicule ». Tasha Robinson, de The A.V. Club, lui donne la note de B-, estimant que le récit aurait pu constituer « une nouvelle extrêmement perturbante » mais qu'en l'occurrence « il ne se passe presque rien pendant des centaines de pages », un peu comme si la saga Harry Potter était contée « du point de vue de Neville Londubat ».